# ウォーレン郡 (オハイオ州)
ウォーレン郡（英: Warren County）は、アメリカ合衆国オハイオ州の南西部に位置する郡である。人口は24万2337人（2020年）。郡庁所在地はレバノンであり、同郡で人口最大の都市はメイソンである。
ウォーレン郡はケンタッキー州とインディアナ州にも跨るシンシナティ・ミドルタウン都市圏に属している。1803年5月1日に、ハミルトン郡から分離して設立され、郡名はアメリカ独立戦争の英雄ジョセフ・ウォーレン博士に因んで名付けられた。ウォーレンは独立戦争の開戦に際してポール・リビアを伝令に走らせ、開戦後のバンカーヒルの戦いで戦死した。

## 地理
アメリカ合衆国国勢調査局に拠れば、郡域全面積は407.31平方マイル (1,054.9 km2)であり、このうち陸地401.31平方マイル (1,039.4 km2)、水域は6.00平方マイル (15.5 km2)で水域率は1.47%である。郡域は一辺がほぼ20マイル (30 km) の正方形をしている。

### 領域
ウォーレン郡は1803年3月24日に第1オハイオ州議会によって創設された。バトラー郡およびモンゴメリー郡の創設と同時だった。この州法では領域を次のように定義していた。
当初の領域には現在のクリントン郡にある土地を含み、東はウィルミントン市まで伸びていた。
クリントン郡は州議会にとって問題児であり続けた。オハイオ州憲法ではどの郡も最低400平方マイル (1,036 km²) の広さがあることを求めている。この条項を満たすためにクリントン郡の境界は何度か調整された。その1つが1815年1月30日に発行された法であり、ウォーレン郡の東端の帯状地をクリントン郡に渡した。このことでウォーレン郡の面積は400平方マイル未満になったので、その代償に西隣のバトラー郡の一部がウォーレン郡に移管された（バトラー郡のフランクリン郡区の一部であり、現在カーライル市がある）。この1815年の法は次のようになっていた。
郡境の中でグレートマイアミ川とリトルマイアミ川で定義されたものを除き、直線で構成されている。

### 湖と河川
郡内の主要河川はグレートマイアミ川であり、郡北西隅のフランクリン郡区を通っている。またリトルマイアミ川は郡内を南北方向にジグザグに流れている。郡北東部マッシー郡区には、シーザー・クリークにアメリカ陸軍工兵司令部が建設したダムによって作られた人工湖シーザークリーク貯水池がある。

### 交通

#### 主要高規格道路
| - 州間高速道路71号線 - 州間高速道路75号線 - アメリカ国道22号線 - アメリカ国道42号線 | - オハイオ州道3号線 - オハイオ州道28号線 - オハイオ州道48号線 - オハイオ州道63号線 - オハイオ州道73号線 | - オハイオ州道122号線 - オハイオ州道123号線 - オハイオ州道132号線 - オハイオ州道350号線 - オハイオ州道741号線 |

#### 空港
郡内にはレバノン・ウォーレン郡空港 (KI68/I68) と呼ばれる公共空港がある。滑走路は長さ4,502フィート (1,372 m)、幅65フィート (20 m) の舗装、照明付き、南北方向のものであり、進入路と並行している。進入角指示灯、AWOS（自動気象観測システム）、操縦士制御灯、UNICOM（通信設備）など航空管制装置が備えられている。空港の滑走路、進入路、管制装置を郡が所有している。郡は公共ターミナルを賃貸しているが、その他の施設は民間所有であり、運航支援事業者との契約で運営されている。一般用途および事業用途に使われているが、商業便は運行されていない。
この他民間所有の空港が2つある。ウェインズビル空港、別名レッド・スチュワート飛行場 (K40I/40I) とシーザークリーク・グライドポート (2OH9) であり、どちらも草地の滑走路である。さらに別に舗装された滑走路を持つブラウンズ・レバノン空港 (19I) とサン・マー・ガレ (OH79) という民間の空港があったが、現在は運行を止めている。

#### 鉄道とバス
郡内では現在旅客鉄道が運行されていないが、レバノンとメイソンの間で観光列車が運行されている。貨物列車はカーライル市を拠点にし、モンロー、メイソン、レバノン各市では限定付きで利用できる。昔は幾つかの鉄道が運行され、その停車駅が都市や村になった。その鉄道としてはシンシナティ・レバノン・アンド・ノーザン鉄道、ミドルタウン・アンド・シンシナティ鉄道、リトルマイアミ鉄道があり、リトルマイアミ鉄道の路床は現在リトルマイアミ自転車道になっている。シンシナティ市からキングスアイランド地域に通勤列車を走らせる企画もあったが、これまで十分な支持も資金も集まっていない。
ウォーレン郡を本拠とする公的なバス輸送機関は無いが、シンシナティ市からメイソンやキングスアイランドまで限定便が運行されている。ミドルタウンからもウォーレン郡内に入っている市東部へのバス便がある。

#### 水路
現在郡内で商業的に運行される水路は無いが、19世紀にウォーレン郡運河がマイアミ・アンド・エリー運河の支線として運行され、艀でレバノンまで貨物が運ばれていた。レクリエーションでは、リトルマイアミ川の郡内を通る全長でカヌーやカヤックで移動できる。シーザークリーク湖ではモーターボートも可能である。2011年時点で水路は岸辺の覗きが多いことや訴訟が多いために、予防策として公式には私有とされている。

### 隣接する郡
- モンゴメリー郡 - 北西
- グリーン郡 - 北東
- クリントン郡 - 東
- クラーモント郡 - 南
- ハミルトン郡 - 南西
- バトラー郡 - 西

## 人口動態
以下は2000年国勢調査による人口統計データである。
| 基礎データ - 人口: 158,383人 - 世帯数: 55,966 世帯 - 家族数: 43,261 家族 - 人口密度: 153人/km2（396人/mi2） - 住居数: 58,692軒 - 住居密度: 57軒/km2（147軒/mi2） 人種別人口構成 - 白人: 94.66% - アフリカン・アメリカン: 2.73% - ネイティブ・アメリカン: 0.18% - アジア人: 1.26% - 太平洋諸島系: 0.03% - その他の人種: 0.31% - 混血: 0.84% - ヒスパニック・ラテン系: 1.03% 年齢別人口構成 - 18歳未満: 27.7% - 18-24歳: 7.1% - 25-44歳: 34.0% - 45-64歳: 21.8% - 65歳以上: 9.4% - 年齢の中央値: 35歳 - 性比（女性100人あたり男性の人口） - 総人口: 102.6 - 18歳以上: 102.4 | 世帯と家族（対世帯数） - 18歳未満の子供がいる: 39.7% - 結婚・同居している夫婦: 66.2% - 未婚・離婚・死別女性が世帯主: 8.0% - 非家族世帯: 22.7% - 単身世帯: 18.9% - 65歳以上の老人1人暮らし: 6.4% - 平均構成人数 - 世帯: 2.72人 - 家族: 3.12人 収入と家計 - 収入の中央値 - 世帯: 57,952米ドル - 家族: 64,692米ドル - 性別 - 男性: 47,027米ドル - 女性: 30,862米ドル - 人口1人あたり収入: 25,517米ドル - 貧困線以下 - 対人口: 4.2% - 対家族数: 3.0% - 18歳未満: 4.4% - 65歳以上: 4.7% |

## 通信

### 電話
郡内で使われる電話の運営会社として、スプリント・コーポレーションの子会社オハイオ・ユナイテッド・テレフォン社、ジャーマンタウン独立電話会社、シンシナティ・ベル社、SBCコミュニケーションズの子会社オハイオ・ベル社、テレフォン・アンド・データ・システムズの子会社リトルマイアミ電話会社、ベライゾンの子会社GTEがある。

### メディア
新聞には、フランクリン、スプリングボロ、レバノン、タートルクリーク郡区で発行される新聞「ミドルタウン・ジャーナル」がある。フランクリンで印刷される「デイトン・デイリー・ニューズ」は郡北部で購読されている。「シンシナティ・エンクワイア」は郡の大半で購読されているが、「シンシナティ・ポスト」は2004年に配付を止めた。
週刊紙では、「ザ・ウェスタン・スター」があり、州内最古の週刊紙であり、アパラチア山脈の西で当初の名前を保ったまま発行されている新聞としても最古である。メイソンの「パルス・ジャーナル」やスプリングボロの「スター・プレス」と同様、「ミドルタウン・ジャーナル」や「デイトン・デイリー・ニューズ」の親会社であるコックス・コミュニケーションズが所有している。他の週刊紙としては「フランクリン・クロニクル」がある。
1990年代半ばの一時期、レバノンに商業FMラジオ局があったが、そのオーナーが売却し、新しいオーナーはハミルトン郡に移した。郡内唯一のラジオ局はハミルトン郡区にあるリトルマイアミ高校の生徒が運営するFM局である。
ウォーレン郡はシンシナティ・テレビ市場に割り付けられているが、デイトンのテレビ局がその市場の一部として扱っている。

## 政治
ウォーレン郡は、1850年代に共和党が設立されて以来、その強固な地盤であり続けている。共和党設立後最初の大統領選挙は1856年のことであり、そのときからこれまで1964年に共和党候補のバリー・ゴールドウォーターではなく、民主党のリンドン・B・ジョンソンを支持したことを除き、全て共和党候補を支持してきた。2008年の大統領選挙では、共和党のジョン・マケインに投票した総数で、州内最高の郡となった。共和党ができる以前はホイッグ党を支持していた。知事選挙で見ても、1869年以降ほぼ一貫して共和党候補を支持しているが、数少ない例外としては1924年のビック・ドナヒー、1932年のジョージ・ホワイト、1952年のフランク・ラウシュ、1958年のマイケル・V・ディサールがある。しかしディサールを除き、知事に当選しており、また民主党の保守派でもあった。
地方選挙ではときおり民主と候補を選ぶこともある。1976年、郡政委員3人のうちの2人が民主党員となった。1990年代半ばまで、民主党は郡役員の選挙に候補者を出し、ほとんど常に負けていたが、そこそこの結果は残していた。しかし1990年代に人口が急増すると、極端に共和党寄りとなり、民主党は候補者を出せなかった。1996年、2000年、2004年の選挙で8人の郡役員が選挙され、民主党候補はいなかった。1999年11月、ウォーレン郡としては最後の民主党役員で教育サービスセンター（郡教育委員会）の委員だった民主党員が共和党候補に敗れた。

## 郡区

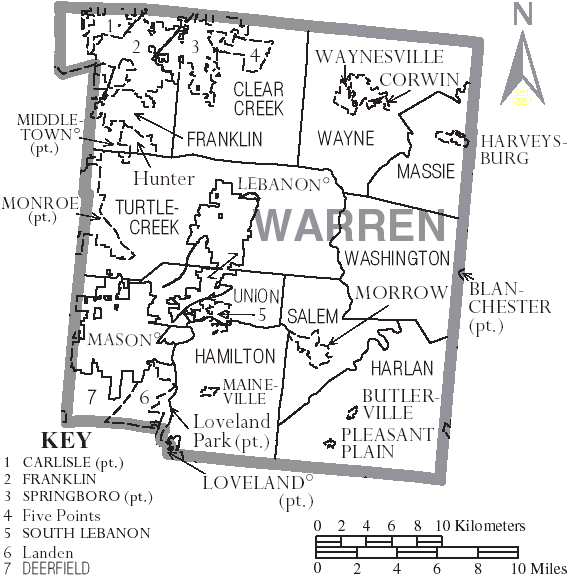
ウォーレン郡図

ウォーレン郡は下記11の郡区に分割されている。
| - クリアクリーク - ディアフィールド - フランクリン - ハミルトン - ハーラン - マッシー | - セイラム - タートルクリーク - ユニオン - ワシントン - ウェイン |

### 都市
| - メイソン - レバノン - 郡庁所在地 - フランクリン - ラブランド、主にクラーモント郡とハミルトン郡内 | - ミドルタウン、主にバトラー郡内 - モンロー、主にバトラー郡内 - スプリングボロ、モンゴメリー郡内にも入っている |

### 村
| - ブランチェスター、主にクリントン郡内 - バトラービル - カーライル、モンゴメリー郡内にも入っている - コーウィン - ハーベイズバーグ | - メインビル - モロー - プレザントプレーン - サウスレバノン - ウェインズビル |

### 国勢調査指定地域
- ファイブポインツ
- ハンター
- ランデン
- ラブランドパーク

### 未編入の町
| - ビードルズステーション - ブラックホーク - ブルーボール - ブラウンズストア - カマーゴ - コザッデール - クロスウィック - ダラスバーグ - ダンレビー - ドッズ - エドワーズビル - フォートエンシャント | - フラットアイアン - フォスターズ - フレデリックスバーグ - ゲンタウン - グリーンツリーコーナーズ - ヘイジマンズクロッシング - ハンメル - ヒルクレスト - ヘンペック - ヒッコリーコーナー - ヒックス - ホプキンスビル | - ケンドリックスビル - キングスミルズ - カークウッド - リバティホール - レベル - ライトル - マザーズミル - ミドルボロ - ミドルタウンジャンクション - マウントホリー - マウンツステーション - マードック | - ニューコロンビア - オセオラ - オレゴニア - オッターバインホーム - ペキン - レイズビル - レッドライアン - ローチェスター - ロスバーグ - リッジビル - サンマーガレ - シニア | - スコッツビル - スナイダークレスト - ソーシャルビル - スタブスミル - トウェンティマイルスタンド - ユニオンビレッジ - ユニティ - ユーティカ - ウェストウッドビル - ウィンザー - ゾーア |

## 教育

### 高等教育機関
郡内にカレッジや大学は無いが、1809年にマイアミ大学の設立場所に選定されたことがあった。マイアミ大学は結局オックスフォードで設立された。1855年から1917年には国立師範学校がレバノンにあったが、閉鎖された。幾つかのカレッジが郡内で教室を開くことを提案している。デイトンのシンクレア・コミュニティカレッジ、シンシナティ大学、ウィルミントン・カレッジなどである。シンクレア・コミュニティカレッジは2007年にメイソンに支所を開いた。シンシナティ大学は州間高速道路71号線とウィルミントン道路の交差点に398エーカー (1.61 km²) の土地を所有しているが、その開発計画はまだ発表されていない。

### 公共教育学区
下記17の教育学区が郡内の公共教育を管轄している。太字体は主に郡内にあるもの、斜字体は主に他の郡内にあるものである。
1. ブランチェスター市教育学区、ブラウン、クラーモント、クリントン各郡にも入る
2. カーライル・ローカル教育学区、モンゴメリー郡にも入る
3. クリントン・マッシー・ローカル教育学区、クリントン郡にも入る
4. フランクリン市教育学区
5. ゴーシェン・ローカル教育学区、クラーモント郡にも入る
6. キングス・ローカル教育学区
7. レバノン市教育学区
8. リトルマイアミ・ローカル教育学区、クラーモント郡にも入る
9. ラブランド市教育学区、クラーモント、ハミルトン各郡にも入る
10. メイソン市教育学区
11. ミドルタウン市教育学区、バトラー郡にも入る
12. モンロー・ローカル教育学区、バトラー郡にも入る
13. プリンストン市教育学区、バトラー、ハミルトン各郡にも入る
14. スプリングボロ・コミュニティ市教育学区、モンゴメリー郡にも入る
15. ウェイン・ローカル教育学区
16. ジーニア市教育学区、グリーン、クリントン各郡にも入る

### 私立学校
- ビショップ・フェンウィック高校
- レバノン・クリスチャン学校
- ミドルタウン・クリスチャン学校、フランクリン市
- セントマーガレット・オブ・ヨーク学校、ラブランド市
- リバティ・バイブル・アカデミー、メイソン市

### バーチャル学校
- ウォーレン郡バーチャル・コミュニティスクール

### 職業訓練校
- ウォーレン郡職業訓練センター

### 公共図書館
- フランクリン・スプリングボロ公共図書館
- レバノン公共図書館
- メアリー・L・クック公共図書館 - ウェインズビル
- メイソン公共図書館
- セイラム郡区公共図書館

## レクリエーション
- キングスアイランド: テーマパーク
- ザ・ビーチ・ウォーターパーク: ウォーターパーク
- グレートウルフ・ロッジ: 屋内ウォーターパーク
- レバノン・メイソン・モンロー鉄道: 懐古型観光列車
- フォートエンシェント: インディアンのマウンド
- シーザーズクリーク州立公園とシーザークリーク湖
- シーザーズクリーク・パイオニアビレッジ
- リトルマイアミ景観トレイル: 景観自転車道
- レバノン・カントリーサイド・トレイル
- ゴールデン・ラム: 州内最古の現役宿屋
- ウェスタン・アンド・サザン・ファイナンシャルグループ・マスターズ・アンド・ウィミンズオープン: プロテニス・トーナメント
- ラ・コメディア・ディナー劇場: 国内最大級のプロ・ディナー劇場
- シンシナティAVP・プロ・ビーチバレー選手権シリーズ
- ウォーレン郡歴史協会博物館
- グレンダウアー州立保護区
- レバノン・レースウェイ

## 病院
- アトリウム医療センター - ミドルタウン市
- ベセスダ医療センター・アロースプリングス - レバノン市

### 州の機関
- レバノン矯正所
- ウォーレン矯正所
- オハイオ州運輸省第8地区本部

## 著名な出身者
- ニール・アームストロング、宇宙飛行士、タートルクリーク郡区出身
- ジョン・チヴィントン、南北戦争の軍人
- トマス・コーウィン、オハイオ州知事、レバノン市出身
- ウディ・ハレルソン、俳優、レバノン市出身
- コーデル・ハル、アメリカ合衆国国務長官、レバノンの学校に通った
- ジョン・マクレーン、アメリカ合衆国最高裁判所陪席判事、レバノン市出身
- ジェレマイア・モロー、オハイオ州知事、フォスターズ出身